# Sebastian Hahn
Sebastian Hahn (* 18. Dezember 1975 in Rostock) ist ein ehemaliger deutscher Fußballspieler und heute als Assistenztrainer tätig.

## Karriere
Der in der Abwehr sowie im defensiven Mittelfeld einsetzbare Sebastian Hahn wechselte als 15-Jähriger zur Zeit der politischen Wende in der Deutschen Demokratischen Republik 1990 vom ostdeutschen F.C. Hansa Rostock in die Jugendabteilungen des westdeutschen Vereins Bayer 05 Uerdingen. 1992 wurde er mit der deutschen U-16-Auswahl auf Zypern U-16-Europameister.
Bei Uerdingen rückte Hahn 1993 noch als 18-Jähriger in den Herrenbereich auf, absolvierte 22 Partien in der Spielzeit 1993/94 der 2. Bundesliga und trug dabei mit drei erzielten Toren zum Aufstieg seiner Mannschaft in die Bundesliga bei, aus der diese erst im Vorjahr abgestiegen war. Doch kam Hahn trotz seiner Leistungen in der zweiten Liga in der Erstliga-Spielzeit 1994/95 zu lediglich fünf Einsätzen. Als der mittlerweile in den KFC Uerdingen 05 übergegangene Fußballverein in der folgenden Spielzeit 1995/96 erneut aus der höchsten deutschen Spielklasse abstieg, hatte Hahn nochmals 13 Bundesliga-Spiele für die Krefelder absolviert. Nach weiteren zehn Einsätzen für Uerdingen in der Zweitliga-Spielzeit 1996/97, in denen ihm auch ein Torerfolg gelang, ging Hahn daraufhin zum F.C. Hansa Rostock zurück.
Beim F.C. Hansa wurde Hahn, obwohl er zunächst auch mit der Bundesliga-Mannschaft der Hanseaten trainierte, ausschließlich in der Zweitvertretung eingesetzt, welche 1997/98 als Aufsteiger in der drittklassigen Regionalliga antrat. Nach drei Toren in 14 Einsätzen für die Hanseaten stieg er allerdings mit der Mannschaft in die viertklassige Oberliga Nordost ab, in der er
1998/99 und 1999/2000 insgesamt 42 Spiele mit acht Torerfolgen absolvierte und 2000 auch Meister der Staffel Nord wurde. Zur Folgesaison 2000/01 schloss Hahn sich dem direkten Oberliga-Konkurrenten BFC Dynamo an, für den er in 28 Spielen nochmals vier Tore erzielte und erneut Staffel-Meister wurde. Daraufhin zog jedoch er weiter zum Regionalligisten Rot-Weiss Essen.
Für Essen spielte Hahn 2001/02 in 14 Spielen, wurde zur Folgesaison 2002/03 jedoch nicht mehr eingesetzt, so dass er 2003 zum Westfalen-Oberligisten SC Verl wechselte, der kurz zuvor aus der Regionalliga abgestiegen war. Den angestrebten Wiederaufstieg verfehlte der Verein in den folgenden zwei Spielzeiten, in welchen Hahn vier Tore in 36 Einsätzen hatte erzielen können, woraufhin der Defensivspieler 2005 zu seinem einstigen Jugendverein KFC Uerdingen zurückkehrte. Für den mittlerweile bis in die Oberliga Nordrhein abgesunkenen Verein absolvierte Hahn nochmals 14 Partien auf viertklassiger Ebene, bevor er seine Karriere mit jeweils halbjährigen Stationen bei den unterklassigen Vereinen Siegfried Materborn und VfR Fischeln ausklingen ließ.
Im Sommer 2007 wurde Hahn Sportdirektor des VfR Fischeln.

## Trainer
2009 trat Hahn eine erste Trainerstelle in der Jugend des FC Schalke 04 an. Im September 2012 wechselte er zum damaligen Zweitligisten Alemannia Aachen, wo er Co-Trainer unter Rene van Eck wurde. Am Ende der Spielzeit endete Hahns Engagement in Aachen, nachdem auch van Eck seinen Vertrag aufgelöst hatte.
Eine neue Stelle als Co-Trainer trat im Januar 2015 bei zyprischen Erstligisten APOEL Nikosia an. Hier arbeitete er unter dem Cheftrainer Thorsten Fink. Zur Saison 2015/16 wechselten Fink und Hahn zum österreichischen Erstligisten Austria Wien, wo Hahn seitdem wieder als Co-Trainer arbeitet. Im Februar 2018 wurde er gemeinsam mit Fink entlassen. Als Fink im April 2018 Trainer beim Grasshopper-Club Zürich wurde, folgte Hahn ihm erneut als Co-Trainer nach.